# Bolnisistsqali
Bolnisistsqali (georgiska: ბოლნისისწყალი), eller Poladauri (ფოლადაური), är ett vattendrag i Georgien. Det ligger i den sydöstra delen av landet, 30 km sydväst om huvudstaden Tbilisi. Bolnisistsqali mynnar som högerbiflod i Masjavera.